# Strukturfaktor
Der Strukturfaktor {\displaystyle F_{hkl}} ist ein Maß für das Streuvermögen einer Kristallbasis. Er gibt die relative Intensität des durch die Laue-Indizes {\displaystyle h}, {\displaystyle k}, {\displaystyle l} bestimmten Beugungsreflexes an. Der Strukturfaktor hängt ab vom Aufbau der Basis, dem Streuvermögen der Basisatome und ihrer thermischen Bewegung. Die Richtung, in welcher die Beugungsreflexe beobachtet werden können, werden von der Bragg- bzw. äquivalent von der Laue-Bedingung angegeben, die vom reinen Kristallgitter ausgehen (ein punktförmiges Streuzentrum am Gitterpunkt).
- Röntgenbeugung: Die Streuung der elektromagnetischen Strahlung erfolgt an den Elektronen der Atome. Der Strukturfaktor ist die Fouriertransformierte der Elektronenverteilung innerhalb einer Elementarzelle.
- Elektronenbeugung: Die Elektronen werden durch Coulomb-Wechselwirkung an den Hüllenelektronen und den Atomkernen gestreut. Der Strukturfaktor ist die Fouriertransformierte der Ladungsverteilung innerhalb einer Elementarzelle.
- Neutronenbeugung: Neutronen wechselwirken durch starke Wechselwirkung mit den Atomkernen und wegen ihres magnetischen Moments mit dem magnetischen Moment der Atome. Der Strukturfaktor ist die Fouriertransformierte der Kernverteilung (Nukleonenverteilung) und der magnetischen Struktur innerhalb einer Elementarzelle.

## Beschreibung
Man wählt einen Referenzpunkt innerhalb der Elementarzelle als Ursprung. Betrachtet werden zwei infinitesimale Volumenelemente {\displaystyle \mathrm {d} V} als Streuzentren, eines am Referenzpunkt {\displaystyle {\vec {0}}}, eines bei {\displaystyle {\vec {r}}}. Der Wellenvektor der einfallenden Strahlung sei {\displaystyle {\vec {k}}}, der der gestreuten sei {\displaystyle {\vec {k}}'}. Damit ergibt sich folgender Gangunterschied (Wegdifferenz):
{\displaystyle {\begin{aligned}\Delta s({\vec {r}})&={\vec {r}}\cdot {\frac {{\vec {k}}'}{k'}}-{\vec {r}}\cdot {\frac {\vec {k}}{k}}\\&={\vec {r}}\left({\frac {{\vec {k}}'}{k'}}-{\frac {\vec {k}}{k}}\right)\end{aligned}}}
Der Phasenunterschied beträgt (die Streuung sei elastisch, also {\displaystyle k=k'}):
{\displaystyle \varphi ({\vec {r}})=2\pi {\frac {\Delta s}{\lambda }}=k\,\Delta s=({\vec {k}}'-{\vec {k}})\cdot {\vec {r}}}
Nach der Laue-Bedingung können Beugungsreflexe nur beobachtet werden, wenn die Änderung des Wellenvektors beim Streuprozess einem Gittervektor {\displaystyle {\vec {G}}} des reziproken Gitters entspricht:
{\displaystyle {\vec {k}}'-{\vec {k}}={\vec {G}}}.
Dies ergibt eingesetzt:
{\displaystyle \varphi ({\vec {r}})={\vec {G}}\cdot {\vec {r}}}
Nun integriert man über das Volumen {\displaystyle V_{EZ}} einer Elementarzelle und gewichtet die Phasenunterschiede {\displaystyle \exp \left[i\,\varphi ({\vec {r}}\,)\right]} mit dem Streuvermögen {\displaystyle n({\vec {r}}\,)} jedes Volumenelements (das Streuvermögen ist je nach Beugungsexperiment die Elektronendichte, die Ladungsdichte oder die Kerndichte, siehe Einleitung). Das Integral bezeichnet man als Strukturfaktor {\displaystyle F_{hkl}}:
{\displaystyle {\begin{aligned}F_{hkl}&=\int _{V_{EZ}}n({\vec {r}}\,)\,\exp \left[i\,\varphi ({\vec {r}})\right]\mathrm {d} ^{3}r\\&=\int _{V_{EZ}}n({\vec {r}}\,)\,\exp \left[i\,{\vec {G}}\cdot {\vec {r}}\right]\mathrm {d} ^{3}r\end{aligned}}}
mit der imaginären Einheit {\displaystyle i}.
Die Amplitude der am Kristall gebeugten Welle ist proportional zum Strukturfaktor. Er hängt von den Laue-Indizes {\displaystyle h}, {\displaystyle k}, {\displaystyle l} ab, da für den reziproken Gittervektor gilt: {\displaystyle {\vec {G}}=h{\vec {b}}_{1}+k{\vec {b}}_{2}+l{\vec {b}}_{3}}.
Der Strukturfaktor ist die Fouriertransformierte des Streuvermögens (z. B. der Elektronendichte):
{\displaystyle F_{hkl}({\vec {G}})={\mathcal {F}}\left\{n({\vec {r}}\,)\right\}}.
Der Vektor {\displaystyle {\vec {r}}} lässt sich als Linearkombination der primitiven Gittervektoren {\displaystyle {\vec {a}}_{i}} schreiben: {\displaystyle {\vec {r}}=u_{1}{\vec {a}}_{1}+u_{2}{\vec {a}}_{2}+u_{3}{\vec {a}}_{3}}; und mit der Relation {\displaystyle {\vec {a}}_{i}\cdot {\vec {b}}_{j}=2\pi \delta _{ij}} lässt sich das Skalarprodukt {\displaystyle {\vec {G}}\cdot {\vec {r}}} im Exponenten auswerten ({\displaystyle V_{EZ}} entspricht {\displaystyle u_{i}\in [0;1]}):
{\displaystyle F_{hkl}=\int _{0}^{1}\int _{0}^{1}\int _{0}^{1}n(u_{1},u_{2},u_{3})\,\exp \left[2\pi i\left(u_{1}h+u_{2}k+u_{3}l\right)\right]\mathrm {d} u_{1}\mathrm {d} u_{2}\mathrm {d} u_{3}}

### Phasenproblem
Der Strukturfaktor ist eine komplexe Größe:
{\displaystyle F=\rho e^{i\gamma }}.
Als Ergebnis eines Beugungsexperiments beobachtet man die Intensität der gebeugten Welle, die proportional zum Betragsquadrat des Strukturfaktors ist:
{\displaystyle I\propto |F_{hkl}|^{2}=\rho ^{2}}
Somit gehen alle Phaseninformationen {\displaystyle \gamma } verloren, die jedoch benötigt werden, um aus den beobachteten Reflexen das Streuvermögen (bzw. die Elektronendichte) zu rekonstruieren (Phasenproblem).
Würde {\displaystyle F_{hkl}} als Ergebnis einer Messung zur Verfügung stehen, so könnte man die gesuchte Größe {\displaystyle n({\vec {r}})} durch nochmalige Fouriertransformation finden:
{\displaystyle n({\vec {r}})=n(u_{1},u_{2},u_{3})=\sum _{h,k,l=-\infty }^{\infty }F_{hkl}\,\exp \left[-2\pi i\left(u_{1}h+u_{2}k+u_{3}l\right)\right]}
Da aber nur {\displaystyle |F_{hkl}|^{2}} bekannt ist, müssen Näherungsmethoden wie die Patterson-Methode verwendet werden, um das Phasenproblem zu lösen. Bei der Patterson-Methode wird die nochmalige Fouriertransformation nicht auf {\displaystyle F_{hkl}} angewendet, sondern auf {\displaystyle |F_{hkl}|^{2}}.

## Atomarer Streufaktor
Der Ortsvektor {\displaystyle {\vec {r}}} wird nun zerlegt in einen Anteil {\displaystyle {\vec {r}}_{j}} vom Bezugspunkt zum Kern des {\displaystyle j}-ten Atoms und einen Vektor {\displaystyle {\vec {\tilde {r}}}} vom Kern des {\displaystyle j}-ten Atoms zum betrachteten Volumenelement.
{\displaystyle {\vec {r}}={\vec {r}}_{j}+{\vec {\tilde {r}}}}
In der Gleichung für den Strukturfaktor wird das Integral über die ganze Elementarzelle aufgespalten in eine Summe über kleinere Integrationsgebiete, nämlich über die Volumina {\displaystyle V_{A_{j}}} der j einzelnen Atome der Elementarzelle. Dabei ist {\displaystyle n_{j}({\vec {\tilde {r}}})=n({\vec {r}}_{j}+{\vec {\tilde {r}}})} das Streuvermögen (z. B. die Elektronendichte) des {\displaystyle j}-ten Atoms:
{\displaystyle {\begin{aligned}F_{hkl}&=\sum _{j}\int _{V_{A_{j}}}n_{j}({\vec {\tilde {r}}}\,)\,\exp \left[i\,{\vec {G}}\cdot ({\vec {r}}_{j}+{\vec {\tilde {r}}}\,)\right]\mathrm {d} ^{3}{\tilde {r}}\\&=\sum _{j}\exp \left[i\,{\vec {G}}\cdot {\vec {r}}_{j}\right]\underbrace {\int _{V_{A_{j}}}n_{j}({\vec {\tilde {r}}}\,)\,\exp \left[i\,{\vec {G}}\cdot {\vec {\tilde {r}}}\right]\mathrm {d} ^{3}{\tilde {r}}} _{f_{j}}\end{aligned}}}
Letzteres Integral wird atomarer Streufaktor (oder auch Atomformfaktor) {\displaystyle f_{j}} des {\displaystyle j}-ten Atoms genannt:
{\displaystyle f_{j}=\int _{V_{A_{j}}}n_{j}({\vec {\tilde {r}}}\,)\,\exp \left[i\,{\vec {G}}\cdot {\vec {\tilde {r}}}\right]\mathrm {d} ^{3}{\tilde {r}}}
Damit schreibt sich der Strukturfaktor wie folgt:
{\displaystyle F_{hkl}=\sum _{j}f_{j}\,\exp \left[i\,{\vec {G}}\cdot {\vec {r}}_{j}\right]}
Mit oben eingeführter Komponentenschreibweise:
{\displaystyle F_{hkl}=\sum _{j}f_{j}\,\exp \left[2\pi i\,\left(u_{j,1}h+u_{j,2}k+u_{j,3}l\right)\right]}
Betrachtet man zusätzlich noch die thermische Bewegung der Atome, so ist {\displaystyle {\vec {r}}_{j}} zeitabhängig. Nun zerlegt man {\displaystyle {\vec {r}}_{j}} in einen mittleren Aufenthaltsort {\displaystyle {\vec {r}}_{j,0}} (Gleichgewichtslage, ruhend) und die Auslenkung {\displaystyle {\vec {u}}_{j}(t)} (zeitabhängig). Letztere führt auf den Debye-Waller-Faktor.

## Beispiel
Als Beispiel wird der Strukturfaktor für eine Cäsiumchloridstruktur berechnet. Das Gitter ist kubisch-primitiv mit 2-atomiger Basis, die primitiven Gittervektoren sind {\displaystyle {\vec {a}}_{1}=a{\hat {e}}_{x}}, {\displaystyle {\vec {a}}_{2}=a{\hat {e}}_{y}}, {\displaystyle {\vec {a}}_{3}=a{\hat {e}}_{z}}. Das eine Basisatom sitzt bei {\displaystyle {\vec {r}}_{1}={\vec {0}}}, das andere bei {\displaystyle {\vec {r}}_{2}=(1/2)({\vec {a}}_{1}+{\vec {a}}_{2}+{\vec {a}}_{3})}.
{\displaystyle {\begin{aligned}F_{hkl}&=\sum _{j=1}^{2}f_{j}\,\exp \left[2\pi i\,\left(u_{j,1}h+u_{j,2}k+u_{j,3}l\right)\right]\\&=f_{1}\,\exp \left[2\pi i\,\left(0\cdot h+0\cdot k+0\cdot l\right)\right]+f_{2}\,\exp \left[2\pi i\,\left({\frac {1}{2}}h+{\frac {1}{2}}k+{\frac {1}{2}}l\right)\right]\\&=f_{1}+f_{2}\,\exp \left[\pi i\,\left(h+k+l\right)\right]\\&=f_{1}+f_{2}(-1)^{h+k+l}\\&={\begin{cases}f_{1}+f_{2},&{\text{wenn  }}h+k+l{\text{  gerade}}\\f_{1}-f_{2},&{\text{wenn  }}h+k+l{\text{  ungerade}}\end{cases}}\end{aligned}}}
Ist die Summe der Laue-Indizes also gerade, so hat der gebeugte Röntgenstrahl eine hohe Intensität, bei ungerader Summe ist die Intensität minimal.
Haben beide Basisatome denselben atomaren Streufaktor {\displaystyle f_{1}=f_{2}=:f}, so ist bei ungerader Summe die Intensität gleich Null; man spricht von vollständiger Auslöschung. Dies trifft beim kubisch raumzentrierten Gitter (bcc-Gitter) zu, wenn man es im System des kubisch primitiven Gitters mit zwei gleichen Basisatomen beschreibt:
{\displaystyle F_{hkl}={\begin{cases}2f,&{\text{wenn  }}h+k+l{\text{  gerade}}\\0,&{\text{wenn  }}h+k+l{\text{  ungerade}}\end{cases}}}